# The Diamond (warenhuis)
The Diamond was een warenhuis in Charleston, West Virginia opgericht door Wehrle B. Geary, geboren in Roane County.

## Geschiedenis
In 1906 begon Wehrle B. Geary een kleine schoenenwinkel in Charleston, West Virginia, met de overtuiging dat "de herinnering aan kwaliteit lang blijft, nadat de prijs is vergeten". De schoenenhandel bloeide en het bedrijf verhuisde in 1920 van zijn oorspronkelijke locatie op 215 Capitol Street om in 1920 uit te groeien tot het toonaangevende winkelcentrum van de stad..
Er volgden extra uitbreidingen en in 1949 voltooide The Diamond een uitbreidings- en moderniseringsproject ter waarde van $ 1.250.000, inclusief vijf liften en een reeks roltrappen die reikten van de kelder "Budget Store" tot de vijfde verdieping. The Diamond werd uiteindelijk het grootste warenhuis van West Virginia met een oppervlakte van 17.000 m². Het cafetaria op de vijfde verdieping was een bestemming voor zowel zakenmensen als shoppers. In 1956 werd de winkel overgenomen door Associated Dry Goods. 
In 1972 opende The Diamond zijn enige filiaal in het winkelcentrum Grand Central Mall, Vienna, West Virginia. Associated Dry Goods verkocht de winkels in 1983 vanwege beperkte expansiemogelijkheden. In datzelfde jaar sloten beide filialen de deuren.  Tegen het begin van de 21e eeuw kocht de staat West Virginia het voormalige warenhuis en transformeerde het in overheidskantoren. De oorspronkelijke gevel van de winkel in het centrum (op de hoek van Capitol Street en Washington Street) bleef grotendeels ongewijzigd